# Krajków (Sainte-Croix)
Pour les articles homonymes, voir Krajków.
Krajków est une localité polonaise de la voïvodie de Sainte-Croix et du powiat de Starachowice.